# Conrad II de Luxembourg
Conrad II de Luxembourg, mort en 1136, est comte de Luxembourg de 1131 à 1136. Il est le fils de Guillaume Ier, comte de Luxembourg et de Mathilde ou Luitgarde de Northeim.
Il épouse Ermengarde, fille du comte Otton II de Zutphen. Sans héritier mâle, le comté de Luxembourg revient à l'empereur. Celui-ci ne veut pas que le Luxembourg soit gouverné par Henri Ier de Grandpré, le plus proche parent de Conrad, car il est un seigneur français et le Luxembourg risque alors de se rapprocher du royaume de France, et il inféode le comté de Luxembourg à un cousin de Conrad, Henri de Namur.

## Sources
- Alfred Lefort, La Maison souveraine de Luxembourg, Reims, Imprimerie Lucien Monge, 1902, 262 p. [détail de l’édition].